# Programm 437
Das Programm 437 war das zweite Projekt zur Entwicklung von Anti-Satelliten-Waffen des US-Militärs. 
Die Entwicklung des Anti-Satelliten-Programms wurde in den frühen 1960er Jahren begonnen und endgültig am 1. April 1975 beendet. Das Programm 437 wurde am 20. November 1962 von US-Verteidigungsminister Robert McNamara nach einer Serie von Atomwaffentest im Rahmen der Operation Dominic, welche auch Tests im Weltall einschloss, zur Entwicklung freigegeben. Diese Tests wurden auf dem Johnston-Atoll im Pazifik durchgeführt.
Ein ähnliches Projekt lief 1962 bereits: das Programm 505, auf der Kwajalein Missile Range im Pazifik lokalisiert, war das weltweit erste einsatzfähige Anti-Satelliten-Programm. Das Projekt konnte schon erfolgreiche Raketentests vorweisen, aber aufgrund der Verwendung der antiballistischen Nike-Zeus-Rakete mit geringerer Reichweite wurde es 1966 zu Gunsten der PGM-17-Thor-Rakete des Programm 437 eingestellt.
Die Thor-Raketen sollten mit Atomwaffen bestückt werden, die Ziele durch die nukleare Explosion oder dem daraus resultierenden elektromagnetischen Puls zerstören konnten. Obwohl das Programm routinemäßig erfolgreiche Test mit unbewaffneten Thor-Raketen durchführen konnte, wurden die einzigen Nukleartests in großer Höhe im Rahmen der Operationen Argus, Hardtack und Dominic in den Jahren 1958 bis 1962 durchgeführt. Argus fand in Südpazifik, Hardtack und Dominic auf dem Johnston-Atoll statt.
Einige Resultate dieser Versuche, vor allem die von Starfish Prime der Operation Dominic 1962, warfen Bedenken auf, die weit über die Dauer der Projekte anhielten. Zusätzlich zu den weit verbreiteten Auswirkungen des elektromagnetischen Pulses der nuklearen Explosion, welche viele Satelliten und am Boden stationierte elektronische Anlagen in mehr als 1500 km Entfernung unbeabsichtigterweise zerstörte oder beschädigte, wurde eine große Menge geladener und radioaktiver Teilchen freigesetzt. Diese wurden vom Erdmagnetfeld zurückgehalten und kreierten künstliche radioaktive Gürtel, ähnlich der natürlichen Van-Allen-Gürtel, deren Strahlung 100 bis 1.000 mal stärker waren als die normale Hintergrundstrahlung. Die erhöhten Werte der Radioaktivität waren letzten Endes verantwortlich für das Lahmlegen eines Drittels aller Satelliten in niedriger Erdumlaufbahn und die komplette Zerstörung von mindestens sieben, inklusive des ersten kommerziellen Kommunikations-Satelliten Telstar.
Man kam zu dem Schluss, dass aufgrund des hohen Schadensradius der Einsatz im Ernstfall von Programm 437 zu einer willkürlichen und wahllosen Zerstörung von freundlichen wie feindlichen Satelliten führen würde und außerdem einen nicht-nuklearen Konflikt potentiell destabilisieren, wenn nicht gar eskalieren lassen könnte. Zusätzlich zu diesen Problemen schoss die Sowjetunion zahlreiche militärische Satelliten ins All, was das effektive Anvisieren spezifischer Ziele deutlich erschwerte. Die United States Air Force verfügte außerdem nur über eine begrenzte Anzahl an Thor-Raketen und die militärischen Ressourcen des Verteidigungsministeriums (insbesondere die finanziellen) hatten sich durch den Einsatz der US-Armee im Vietnam-Krieg zu Ungunsten des Programms deutlich verändert.
Im Oktober 1970 versetzte das Verteidigungsministerium das Programm 437 aus ökonomischen Gründen in den Wartezustand. Es wurden keine Testabschüsse mehr getätigt und die Waffensysteme hätten für einen effektiven Abfangeinsatz vierzehn bis dreißig Tage gebraucht, da einige Komponenten von der Vandenberg Air Force Base von Douglas C-124-Transportflugzeugen hätten eingeflogen werden müssen. Diese Umstände verringerten die Tauglichkeit des Programms für den Ernstfall.
Am 19. August 1972 zerstörte der Hurrikan Celeste den Großteil der Anlagen und Feuerleitcomputer. Obwohl die Systeme bis September 1972 wieder funktionsfähig gemacht werden konnten, löste am 8. Dezember ein unbestimmbarer Fehler ein Versagen der Systeme aus. Bis zum 29. März 1973 wurde das Programm vollständig repariert und blieb im Wartezustand, bis das Anti-Satelliten-Programm auf dem Johnston-Atoll am 10. August 1974 vollständig eingestellt wurde. Das Programm 437 wurde am 6. März auf Ersuchen von NORAD offiziell beendet, und am 1. April 1975 stellte das Verteidigungsministerium die finanzielle Förderung aller Anti-Satelliten-Programme ein.
Im Januar 1977, am Ende seiner Amtszeit, erließ Präsident Gerald Ford eine Direktive für das Verteidigungsministerium, die Forschung und Entwicklung eines operationsfähigen Anti-Satelliten-Programms wieder aufzunehmen. Sein Nachfolger Jimmy Carter nahm dies an und seither wird wieder an dieser Technologie geforscht, wie genau ist unbekannt.